# Raduń (województwo śląskie)
Raduń (niem. Kolonie Radun, 1936-1945 Dreitannen) – wieś w Polsce położona w województwie śląskim, w powiecie gliwickim, w gminie Wielowieś.
W latach 1975–1998 miejscowość administracyjnie należała do województwa katowickiego.